# Amaia
Amaia (łac. Amaiensis) – stolica historycznej diecezji w Hiszpanii w regionie Aragonia, sufragania metropolii Tarragona. Współcześnie miejscowość Amaya w Hiszpanii. Obecnie katolickie biskupstwo tytularne. Od 2011 biskupem Amai jest biskup pomocniczy krakowski Damian Muskus OFM.

## Biskupi tytularni
| Lp. | Biskup                | Funkcja                         | Od               | Do               |
| --- | --------------------- | ------------------------------- | ---------------- | ---------------- |
| 1   | Romualdas Krikšciunas | biskup pomocniczy Kowna (Litwa) | 7 listopada 1969 | 2 listopada 2010 |
| 2   | Damian Muskus OFM     | biskup pomocniczy krakowski     | 16 lipca 2011    |                  |